# Misura prodotto
In matematica, una misura prodotto è una misura definita sulla sigma-algebra prodotto di due spazi di misura.

## Definizione
Siano {\displaystyle (X,{\mathfrak {F}},\mu )} e {\displaystyle (Y,{\mathfrak {G}},\lambda )} due spazi di misura. Ad ogni funzione {\displaystyle f} definita su {\displaystyle X\times Y} e ad ogni {\displaystyle x\in X} si può associare una funzione {\displaystyle f_{x}} definita in {\displaystyle Y} nel seguente modo:
{\displaystyle f_{x}(y)=f(x,y)\ }
Analogamente si definisce per ogni {\displaystyle y\in Y} la funzione {\displaystyle f_{y}} tale che:
{\displaystyle f_{y}(x)=f(x,y)\ }
Entrambe le funzioni sono rispettivamente {\displaystyle {\mathfrak {F}}}-misurabile e {\displaystyle {\mathfrak {G}}}-misurabile.
Per ogni insieme aperto {\displaystyle V\in {\mathfrak {G}}\times {\mathfrak {F}}} si definisce inoltre:
{\displaystyle Q=\{(x,y):f(x,y)\in V\}\qquad Q_{x}=\{y:f_{x}(y)\in V\}}
Si dimostra che se:
{\displaystyle \phi (x)=\lambda (Q_{x})\qquad \psi (y)=\mu (Q_{y})\qquad \forall x\in X\quad \forall y\in Y}
allora {\displaystyle \phi } è {\displaystyle {\mathfrak {F}}}-misurabile e {\displaystyle \psi } è {\displaystyle {\mathfrak {G}}}-misurabile, e si ha:
{\displaystyle \int _{X}\phi d\mu =\int _{Y}\psi d\lambda \ }
Si definisce la misura {\displaystyle \mu \times \lambda } prodotto delle due misure {\displaystyle \mu } e {\displaystyle \lambda } l'integrale:
{\displaystyle (\mu \times \lambda )(Q)=\int _{X}\lambda (Q_{x})d\mu (x)=\int _{Y}\mu (Q_{y})d\lambda (y)}
Tale misura è definita sullo spazio {\displaystyle (X\times Y,{\mathfrak {G}}\times {\mathfrak {F}})} ed è l'unica tale per cui valga la seguente proprietà:
{\displaystyle (\mu \times \lambda )(B_{1}\times B_{2})=\mu (B_{1})\lambda (B_{2})\qquad \forall B_{1}\in {\mathfrak {F}},\ B_{2}\in {\mathfrak {G}}}
L'esistenza di questa misura è garantita dal teorema di Hahn-Kolmogorov, mentre l'unicità è fornita solamente nel caso in cui sia {\displaystyle (X,{\mathfrak {F}},\mu )} che {\displaystyle (Y,{\mathfrak {G}},\lambda )} sono σ-finiti.
La misura di Borel sullo spazio euclideo {\displaystyle \mathbb {R} ^{n}} può essere ottenuta come il prodotto di n copie della misura di Borel sulla retta reale {\displaystyle \mathbb {R} }.
La costruzione opposta alla quella della misura prodotto è la disintegrazione, che in alcuni casi "splitta" una data misura in una famiglia di misure che possono essere integrate per fornire la misura di partenza.

## Il Teorema di Fubini
Il teorema di Fubini stabilisce quali siano le condizioni tali per cui è possibile scambiare l'ordine di integrazione per funzioni misurabili su {\displaystyle {\mathfrak {G}}\times {\mathfrak {F}}}. Siano {\displaystyle (X,{\mathfrak {F}},\mu )} e {\displaystyle (Y,{\mathfrak {G}},\lambda )} due spazi di misura. Ad ogni funzione {\displaystyle f(x,y)} che sia {\displaystyle {\mathfrak {G}}\times {\mathfrak {F}}}-misurabile su {\displaystyle X\times Y} e ad ogni {\displaystyle x\in X} si può associare una funzione {\displaystyle f_{x}} definita in {\displaystyle Y} nel seguente modo:
{\displaystyle f_{x}(y)=f(x,y)\ }
Analogamente si definisce per ogni {\displaystyle y\in Y} la funzione {\displaystyle f_{y}} tale che:
{\displaystyle f_{y}(x)=f(x,y)\ }
Se la funzione {\displaystyle f} è positiva e se:
{\displaystyle \phi (x)=\int _{Y}f_{x}d\lambda \qquad \psi (y)=\int _{X}f_{y}d\mu }
allora {\displaystyle \phi } è {\displaystyle {\mathfrak {F}}}-misurabile e {\displaystyle \psi } è {\displaystyle {\mathfrak {G}}}-misurabile, inoltre:
{\displaystyle \int _{X}\phi d\mu =\int _{X\times Y}fd(\mu \times \lambda )=\int _{Y}\psi d\lambda }
In modo equivalente si può scrivere:
{\displaystyle \int _{X}d\mu (x)\int _{Y}f(x,y)d\lambda (y)=\int _{Y}d\lambda (y)\int _{X}f(x,y)d\mu (x)\ }